# باتريسيا أليس شو
باتريسيا أليس شو هي عالمة الإنسان كندية، ولدت في 1946 في مونتريال في كندا.